# Marieta Gotfryd
Marieta Gotfryd (Gorna Oriajovitsa, Bulgaria, 11 de septiembre de 1980) es una deportista polaca que compitió en halterofilia.
Ganó una medalla de bronce en el Campeonato Mundial de Halterofilia de 2001 y cuatro medallas en el Campeonato Europeo de Halterofilia entre los años 1999 y 2010.

## Palmarés internacional
| Campeonato Mundial | Campeonato Mundial   | Campeonato Mundial | Campeonato Mundial |
| Año                | Lugar                | Medalla            | Categoría          |
| ------------------ | -------------------- | ------------------ | ------------------ |
| 2001               | Antalya (Turquía)    | Medalla de bronce  | 58 kg              |
| Campeonato Europeo |                      |                    |                    |
| Año                | Lugar                | Medalla            | Categoría          |
| 1999               | La Coruña (España)   | Medalla de bronce  | 58 kg              |
| 2001               | Trenčín (Eslovaquia) | Medalla de plata   | 58 kg              |
| 2005               | Sofía (Bulgaria)     | Medalla de bronce  | 58 kg              |
| 2010               | Minsk (Bielorrusia)  | Medalla de bronce  | 58 kg              |